# Stefan Karlsson (snowboard)
Stefan Karlsson (Falun, 26 de marzo de 1981) es un deportista sueco que compitió en snowboard. Ganó una medalla de plata en el Campeonato Mundial de Snowboard de 2003, en la prueba de halfpipe.

## Medallero internacional
| Campeonato Mundial | Campeonato Mundial    | Campeonato Mundial | Campeonato Mundial |
| Año                | Lugar                 | Medalla            | Competición        |
| ------------------ | --------------------- | ------------------ | ------------------ |
| 2003               | Kreischberg (Austria) | Medalla de plata   | Halfpipe           |